# Aenictus foreli
Aenictus foreli är en myrart som beskrevs av Santschi 1919. Aenictus foreli ingår i släktet Aenictus och familjen myror. Inga underarter finns listade i Catalogue of Life.